# Бера (коммуна)
Бера́ (фр. Bérat, окс. Berat) — коммуна во Франции, находится в регионе Юг — Пиренеи. Департамент — Верхняя Гаронна. Входит в состав кантона Рьём. Округ коммуны — Мюре.
Код INSEE коммуны — 31065.

## География
Коммуна расположена приблизительно в 620 км к югу от Парижа, в 34 км к юго-западу от Тулузы.
По территории коммуны протекает река Туш и проходит канал Сен-Мартори.

## Климат
Климат умеренно-океанический. Зима мягкая и снежная, весна характеризуется сильными дождями и грозами, лето сухое и жаркое, осень солнечная. Преобладают сильные юго-восточные и северо-западные ветры.

## Население
Население коммуны на 2010 год составляло 2747 человек.
| 1962 | 1968 | 1975 | 1982 | 1990 | 1999 | 2010 |
| ---- | ---- | ---- | ---- | ---- | ---- | ---- |
| 818  | 804  | 823  | 980  | 1153 | 1408 | 2747 |

## Администрация
| Период | Период | Фамилия        | Партия                  | Примечания |
| ------ | ------ | -------------- | ----------------------- | ---------- |
| 1977   | 1983   | Жозеф Верон    |                         |            |
| 1983   | 2008   | Жан-Пьер Делом | беспартийный            | фермер     |
| 2008   | 2020   | Поль-Мари Блан | Социалистическая партия | музыкант   |

## Экономика
В 2010 года среди 1764 человек трудоспособного возраста (15—64 лет) 1406 были экономически активными, 358 — неактивными (показатель активности — 79,7 %, в 1999 году было 70,4 %). Из 1406 активных жителей работали 1263 человека (672 мужчины и 591 женщина), безработных было 143 (57 мужчин и 86 женщин). Среди 358 неактивных 138 человек были учениками или студентами, 114 — пенсионерами, 106 были неактивными по другим причинам.